# Cláudio Duarte
Cláudio Duarte, właśc. Cláudio Roberto Pires Duarte (ur. 15 marca 1950 w São Jerônimo) – brazylijski piłkarz, grający na pozycji obrońcy, trener piłkarski. Pracuje jako komentator sportowy na RBS TV.

## Kariera piłkarska

### Kariera klubowa
W latach 1971-1977 występował w SC Internacional.

## Kariera trenerska
Karierę szkoleniowca rozpoczął w 1978 roku. Trenował kluby SC Internacional, Santa Cruz, Colorado, Pinheiros, Guarani FC, Avaí FC, Corinthians Paulista, Grêmio, Criciúma, Fluminense FC, Paraná Clube, EC Juventude, Gama, Ceará i Brasil de Pelotas.

## Sukcesy i odznaczenia

### Sukcesy piłkarskie
- mistrz Campeonato Gaúcho: 1971, 1972, 1973, 1974, 1975, 1976
- mistrz Campeonato Brasileiro: 1975, 1976

### Sukcesy trenerskie
- mistrz Campeonato Gaúcho: 1978, 1981, 1991, 1994
- zdobywca Copa do Brasil: 1989
- mistrz Campeonato Brasiliense: 2001
- finalista Copa Centro-Oeste: 2001